# Mary Douglas-Hamilton
Furstinnan Marie av Monaco, född som Lady Mary Victoria Douglas-Hamilton, 11 december 1850 på Hamilton Palace, död 14 maj 1922 i Budapest, var en monegaskisk furstinna och kronprinsessa av Monaco 1869–1880 genom sitt giftermål med den senare Albert I av Monaco.

## Biografi
Mary Douglas-Hamilton föddes som dotter till William Douglas-Hamilton, 11:e hertig av Hamilton och Brandon och prinsessan Marie av Baden.
Mary Douglas-Hamilton gifte sig 21 september 1869 på Château de Marchais med furst Albert I av Monaco i ett arrangerat äktenskap. Det hade sedan 1855 funnits en önskan hos Alberts mor och farmor om ett giftermål mellan honom och en medlem av den brittiska kungafamiljen, och när drottning Viktoria vägrade överväga ett äktenskap mellan Albert och en medlem av hennes egen familj, föreslogs istället Douglas-Hamilton som en lämplig ersättning, eftersom hon var besläktad med kungligheter.
Äktenskapet mellan Mary och Albert blev inte lyckligt, men resulterade i en son, furst Louis II av Monaco. Makarna skildes 1880 och hon gifte om sig 2 juni 1880 i Budapest med furst Tassilo Festetics von Tolna (1850–1933).
Mary Douglas-Hamilton är därmed anmoder till den nuvarande furstefamiljen i Monaco genom sitt första gifte och designern Ira von Fürstenberg bland andra härstammar från henne i hennes andra gifte.